# Quaker Peace Network – West Africa
Quaker Peace Network – West Africa är en fredsorganisation i Afrika som grundades 2009 i Sierra Leone som en följd av inbördeskriget 1991 till 2002. Nätverket ingår i Quaker Peace Network–Africa, som 1998 blev en fortsättning på Quaker Peace Centre i Kapstaden.

## Bakgrund
Under inbördeskriget 1991-2002 dödades tiotusentals människor och mer en två miljoner människor (över en tredjedel av befolkningen) flydde till grannländerna. Från 2002 har FN fredsbevarande styrkor i Sierra Leone. 
Många människor torterades och stympades innan de dödades. En av dem som överlevde var Abdul Kamara. Han grundade Quaker Peace Network–West Africa tillsammans med Fatou Samah, och deras vän Jao Sie Samuka Parker från Liberia.

## Kväkarnas fredsarbete i Afrika

Quaker star-T

Kväkarna kom till Kapstaden redan 1728, till Kenya 1902, till Ghana 1925 och Burundi 1934. I övriga länder har kväkarna kommit först efter krig i samband med avkoloniseringen.
På 1990-talet startade projektet Alternatives to Violence (AVP) i Sydafrika, Kenya, Uganda och Nigeria. I Sydafrika. AVP övergick i Quaker Peace Centre i Kapstaden.
Efter folkmordet i Rwanda och Burundi engagerade sig många internationella kväkarorganisationer i Afrika. 1998 samlades fredsarbetet under ett paraply, Quaker Peace Network–Africa.
Nätverket samlades varje år för att besluta prioriteringar för fredsarbetet. I augusti 2007 ägde årsmötet rum i Kenya och det beslutades att dela nätverket efter geografiska områden. Quaker Peace Network–Westafrica skulle omfatta länderna Kap Verde, Tchad, Benin, Sierra Leone, Liberia, Guinea-Bissau, Västsahara, Elfenbenskusten, Niger, Senegal, Gambia, Guinea, Nigeria, Burkina Faso, Togo, Mauretanien och Mali. Det beslutades att Abdul Kamara skulle vara sammankallande.

## Syftet med Quaker Peace Network–Westafrica
Syftet med QPN-WA är att:
- vara en kanal för att diskutera orsaker, som kan leda till krig och konflikter.
- vara en kontaktpunkt för att samla nationella och internationella organisationer, som är engagerade i konfliktförebyggande.
- skapa ett forum för att dela erfarenheter och idéer, för att förebygga framtida våldsam konflikt.